# شايان مكري
شايان مكري (بالإنجليزية: Cheyenne McCray)‏ (1965)؛ روائية أمريكية.